# Dollargrin på afveje
Dollargrin på afveje er en amerikansk film fra 1990 af Joe Roth.

## Medvirkende
- Patrick Dempsey som Bobby Libner
- Arye Gross som Buddy Libner
- Daniel Stern som Marvin Libner
- Annabeth Gish som Tammy
- Rita Taggart som Betty Libner
- Joseph Bologna som Phil Libner
- Alan Arkin som Fred Libner
- James Gammon som Dr. Sturgeon